# Thiratoscirtus gimoi
Espèce
Thiratoscirtus gimoi est une espèce d'araignées aranéomorphes de la famille des Salticidae.

## Distribution
Cette espèce est endémique de la province de Zambézie au Mozambique,. Elle se rencontre sur le mont Mabu.

## Description
La carapace de la femelle holotype mesure 2,5 mm de long sur 1,7 mm et l'abdomen 3,4 mm.

## Systématique et taxinomie
Cette espèce a été décrite par Haddad, Wiśniewski et Wesołowska en 2024.

## Étymologie
Cette espèce est nommée en l'honneur de Gimo Daniel.

## Publication originale
- Haddad, Wiśniewski & Wesołowska, 2024 : « The jumping spiders of Mozambique (Araneae: Salticidae). » Zootaxa, no 5560(1), p. 1-92.